# Arie Mooy

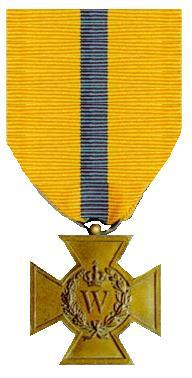
Bronzen Kruis

Adriaan Klaas Mooy (Amersfoort, 11 juli 1919 - Rawicz, 30 april 1944) was een Nederlands Engelandvaarder en SOE-agent.

Hij was zoon van de Amersfoortse organist Anton Jacobus Cornelis Mooy en Jannetje Barendina Molenaar.
Mooy was tijdelijk benoemd tot tweede luitenant van het Wapen der Artillerie van het voormalig Koninklijk Nederlandsch-Indisch Leger.
Tijdens de Tweede Wereldoorlog maakte hij deel uit van Plan Holland en zou regionaal commandant worden van Gelderland en Overijssel. Hij zou daar droppings voorbereiden van agenten en voorraden. Een speciale taak voor Mooy was ervoor te zorgen dat George Jambroes per vliegtuig naar Engeland terug zou worden gevlogen. Op 24 september 1942 werd hij in het team onder leiding van Roel Jongelie, met kapitein Karel Beukema toe Water en Cees Drooglever Fortuyn vanuit Engeland gedropt, maar meteen in Nederland door de Duitsers gearresteerd. Het Englandspiel was in volle gang.
Arie Mooy werd in Rawicz op 30 april 1944 gefusilleerd samen met onder anderen Jacob Bakker, Humphrey Max Macaré, Felix Dono Ortt, Hermanus Parlevliet en Charles Christiaan Pouwels.
Op 2 mei 1953 werd Mooy postuum onderscheiden met het Bronzen Kruis.